# Bernoullis olikhet
Bernoullis olikhet, efter Jakob Bernoulli, är en matematisk olikhet som approximerar exponentiering av 1+x. Den används ofta i bevis av andra olikheter. 
Olikheten lyder
{\displaystyle (1+x)^{n}\geq 1+nx\!}
för varje heltal n ≥ 0 och varje reellt tal x > −1. Om exponenten n är jämn gäller olikheten för alla reella tal x. En strikt variant av olikheten lyder
{\displaystyle (1+x)^{n}>1+nx\!}
för varje heltal n ≥ 2 och varje reellt tal x ≥ −1 med x ≠ 0.

## Bevis
Olikheten kan bevisas med hjälp av induktion:
För n = 0
{\displaystyle (1+x)^{0}\geq 1+0x\iff 1\geq 1}
vilket är sant.
Antag nu att olikheten gäller för n=k: 
{\displaystyle (1+x)^{k}\geq 1+kx}
Då gäller att 
{\displaystyle (1+x)^{k+1}=(1+x)(1+x)^{k}\geq (1+x)(1+kx)}
från antagandena, då (1 + x) > 0, så
{\displaystyle (1+x)^{k+1}\geq 1+kx+x+kx^{2}=1+(k+1)x+kx^{2}\geq 1+(k+1)x}
(då kx2 > 0)
Detta ger att (1 + x)k+1 > 1 + (k + 1)x, vilket bevisar att antagandet även gäller för n=k+1.
Induktion ger nu att olikheten gäller för alla n > 0.

## Generaliseringar
Exponenten n kan generaliseras till ett godtyckligt reellt tal r enligt följande:
om x > −1  är 
{\displaystyle (1+x)^{r}\geq 1+rx\!}
om r ≤ 0 eller r ≥ 1, och 
{\displaystyle (1+x)^{r}\leq 1+rx\!}
för 0 ≤ r ≤ 1.
Generaliseringen kan visas genom jämförelser av derivatorna. Återigen kräver den strikta varianten av olikheterna att x ≠ 0 och att r ≠ 0, 1.
Man kan även generalisera olikheten till godtyckliga faktorer:
{\displaystyle \prod _{i=1}^{n}(1+x_{i})>1+\sum _{i=1}^{n}x_{i}}
om -1 < xi < 0 gäller för all xi eller xi > 0 för alla xi. Detta bevisas på motsvarande sätt som induktionsbeviset ovan.
Om man låter ui = -xi och -1 ≤ xi ≤ 0 (med andra ord 0 ≤ ui ≤ 1), får man Weierstrass produktolikhet:
{\displaystyle \prod _{i=1}^{n}(1-u_{i})\geq 1-\sum _{i=1}^{n}u_{i}.}

## Besläktade olikheter
Följande olikhet begränsar 1 + x upphöjt til r uppåt. För alla reella tal x, r > 0 gäller
{\displaystyle (1+x)^{r}<\mathrm {e} ^{rx}}
där e är basen för naturliga logaritmen
Detta kan visas genom att använda olikheten  (1 + 1/k)k < e.